# Клокотниця
Клоко́тниця (болг. Клокотница) — село в Хасковській області Болгарії. Входить до складу общини Хасково.

## Населення
За даними перепису населення 2011 року у селі проживали 472 особи.
Національний склад населення села:
| Національність   | Кількість осіб | Відсоток |
| ---------------- | -------------- | -------- |
| болгари          | 397            | 90,6%    |
| турки            | 32             | 7,3%     |
| цигани           | 3              | 0,7%     |
| Всього відповіли | 438            |          |

Розподіл населення за віком у 2011 році:
Динаміка населення: